# Torneo NSFL Flag Élite 2011
Il Torneo NSFL Flag Élite 2011 è stato la 5ª edizione del campionato di flag football di prima squadra, organizzato dalla NSFL.

## Squadre partecipanti
| Club                | Città             | Stadio | Sponsor ufficiale | Risultato nella stagione 2010 |
| ------------------- | ----------------- | ------ | ----------------- | ----------------------------- |
| Genève Warriors     | Ginevra           |        |                   |                               |
| Lausanne LUCAF Owls | Losanna           |        |                   | Quarto posto                  |
| Monthey Old Rhinos  | Monthey           |        |                   | Terzo posto                   |
| Monthey Wild Rhinos | Monthey           |        |                   |                               |
| Riviera Saints      | Vevey             |        |                   |                               |
| Sierre Woodcutters  | Sierre            |        |                   |                               |
| Yverdon Ducs        | Yverdon-les-Bains |        |                   | Vicecampioni                  |

## Stagione regolare

### Calendario

#### 1ª giornata
| Monthey 26 marzo 2011, ore 10:00 | Sierre Woodcutters | 33 – 32 | Lausanne LUCAF Owls |  |

| Monthey 26 marzo 2011, ore 10:00 | Monthey Old Rhinos | 54 – 12 | Monthey Wild Rhinos |  |

| Monthey 26 marzo 2011, ore 11:00 | Riviera Saints | 31 – 6 | Yverdon Ducs |  |

| Monthey 26 marzo 2011, ore 12:00 | Monthey Wild Rhinos | 6 – 38 | Genève Warriors |  |

| Monthey 26 marzo 2011, ore 13:00 | Lausanne LUCAF Owls | 8 – 32 | Monthey Old Rhinos |  |

| Monthey 26 marzo 2011, ore 14:00 | Yverdon Ducs | 0 – 46 | Sierre Woodcutters |  |

| Monthey 26 marzo 2011, ore 14:00 | Genève Warriors | 44 – 27 | Riviera Saints |  |

#### 2ª giornata
| Morges 2 aprile 2011, ore 10:00 | Genève Warriors | 60 – 6 | Lausanne LUCAF Owls |  |

| Morges 2 aprile 2011, ore 10:00 | Monthey Old Rhinos | 16 – 20 | Yverdon Ducs |  |

| Morges 2 aprile 2011, ore 11:00 | Riviera Saints | 29 – 34 | Monthey Wild Rhinos |  |

| Morges 2 aprile 2011, ore 12:00 | Sierre Woodcutters | 24 – 48 | Monthey Old Rhinos |  |

| Morges 2 aprile 2011, ore 13:00 | Lausanne LUCAF Owls | 0 – 43 | Riviera Saints |  |

| Morges 2 aprile 2011, ore 14:00 | Genève Warriors | 36 – 22 | Sierre Woodcutters |  |

| Morges 2 aprile 2011, ore 14:00 | Yverdon Ducs | 43 – 40 | Monthey Wild Rhinos |  |

#### 3ª giornata
| Yverdon-les-Bains 9 aprile 2011, ore 10:00 | Monthey Wild Rhinos | 66 – 36 | Lausanne LUCAF Owls |  |

| Yverdon-les-Bains 9 aprile 2011, ore 10:00 | Riviera Saints | 6 – 14 | Monthey Old Rhinos |  |

| Yverdon-les-Bains 9 aprile 2011, ore 11:00 | Yverdon Ducs | 26 – 45 | Genève Warriors |  |

| Yverdon-les-Bains 9 aprile 2011, ore 12:00 | Sierre Woodcutters | 22 – 12 | Riviera Saints |  |

| Yverdon-les-Bains 9 aprile 2011, ore 13:00 | Lausanne LUCAF Owls | 37 – 55 | Yverdon Ducs |  |

| Yverdon-les-Bains 9 aprile 2011, ore 14:00 | Monthey Wild Rhinos | 41 – 58 | Sierre Woodcutters |  |

| Yverdon-les-Bains 9 aprile 2011, ore 14:00 | Monthey Old Rhinos | 46 – 84 | Genève Warriors |  |

### Classifica
La classifica della regular season è la seguente:
- PCT = percentuale di vittorie, G = partite giocate, V = partite vinte, P = partite perse, PF = punti fatti, PS = punti subiti
- La qualificazione ai playoff è indicata in verde

| Pos. | Squadra             | Punti | PCT   | G | V | P | PF  | PS  |
| ---- | ------------------- | ----- | ----- | - | - | - | --- | --- |
| 1    | Genève Warriors     | 12    | 1.000 | 6 | 6 | 0 | 307 | 133 |
| 2    | Monthey Old Rhinos  | 8     | .667  | 6 | 4 | 2 | 210 | 154 |
| 3    | Sierre Woodcutters  | 8     | .667  | 6 | 4 | 2 | 205 | 169 |
| 4    | Yverdon Ducs        | 6     | .500  | 6 | 3 | 3 | 150 | 215 |
| 5    | Riviera Saints      | 4     | .333  | 6 | 2 | 4 | 149 | 120 |
| 6    | Monthey Wild Rhinos | 4     | .333  | 6 | 2 | 4 | 199 | 258 |
| 7    | Lausanne LUCAF Owls | 0     | .000  | 6 | 0 | 6 | 119 | 289 |

## Playoff

### Wild card
| Losanna 16 aprile 2011, ore 10:00 | Monthey Old Rhinos | 38 – 13 | Lausanne LUCAF Owls |  |

| Losanna 16 aprile 2011, ore 10:00 | Sierre Woodcutters | 34 – 6 | Monthey Wild Rhinos |  |

| Losanna 16 aprile 2011, ore 11:00 | Yverdon Ducs | 34 – 12 | Riviera Saints |  |

| Losanna 16 aprile 2011, ore 13:00 | Monthey Old Rhinos | 48 – 20 | Lausanne LUCAF Owls |  |

| Losanna 16 aprile 2011, ore 14:00 | Sierre Woodcutters | 12 – 37 | Monthey Wild Rhinos |  |

| Losanna 16 aprile 2011, ore 14:00 | Yverdon Ducs | 24 – 38 | Riviera Saints |  |

### Tabellone
|  | Semifinali         | Semifinali         | Semifinali         |                    |                 | V NSFL Flag Bowl   | V NSFL Flag Bowl   | V NSFL Flag Bowl   |  |
|  |                    |                    |                    |                    |                 |                    |                    |                    |  |
|  | Genève Warriors    | Genève Warriors    | 72                 |                    |                 |                    |                    |                    |  |
|  | Genève Warriors    | Genève Warriors    | 72                 |                    |                 |                    |                    |                    |  |
|  | Yverdon Ducs       | Yverdon Ducs       | 37                 |                    |                 |                    |                    |                    |  |
|  | Yverdon Ducs       | Yverdon Ducs       | 37                 |                    | Genève Warriors | Genève Warriors    | 84                 |                    |  |
|  |                    |                    |                    |                    | Genève Warriors | Genève Warriors    | 84                 |                    |  |
|  |                    |                    | Monthey Old Rhinos | Monthey Old Rhinos | 46              |                    |                    |                    |  |
|  | Sierre Woodcutters | Sierre Woodcutters | Monthey Old Rhinos | Monthey Old Rhinos | 46              | 27                 |                    |                    |  |
|  | Sierre Woodcutters | Sierre Woodcutters |                    |                    |                 | 27                 |                    |                    |  |
|  | Monthey Old Rhinos | Monthey Old Rhinos | 67                 |                    |                 | Finale 3º-4º posto | Finale 3º-4º posto | Finale 3º-4º posto |  |
|  | Monthey Old Rhinos | Monthey Old Rhinos | 67                 |                    |                 |                    |                    |                    |  |
|  |                    |                    |                    |                    |                 |                    |                    |                    |  |
|  |                    |                    |                    |                    |                 | Yverdon Ducs       | Yverdon Ducs       | 33                 |  |
|  |                    |                    |                    |                    |                 | Yverdon Ducs       | Yverdon Ducs       | 33                 |  |
|  |                    |                    |                    |                    |                 | Sierre Woodcutters | Sierre Woodcutters | 18                 |  |

### Semifinali
| Monthey 30 aprile 2011, ore 10:00 | Genève Warriors | 72 – 37 | Yverdon Ducs |  |

| Monthey 30 aprile 2011, ore 11:00 | Monthey Old Rhinos | 67 – 27 | Sierre Woodcutters |  |

### Finale 3º-4º posto
| Monthey 30 aprile 2011, ore 13:00 | Yverdon Ducs | 33 – 18 | Sierre Woodcutters |  |

### V NSFL Bowl
| Monthey 30 aprile 2011, ore 14:00 | Genève Warriors | 31 – 30 | Monthey Rhinos |  |

## Verdetti
- Genève Warriors Campioni NSFL Flag Élite 2011